# Midden-Duits voetbalkampioenschap 1902/03
In 1902/03 werd het tweede voetbalkampioenschap gespeeld dat georganiseerd werd door de Midden-Duitse voetbalbond. VfB Leipzig werd kampioen en plaatste zich zo voor de eindronde om de Duitse landstitel. De club versloeg eerst Britannia Berlin en Altonaer FC 93. In de finale won VfB met 7-2 van DFC Praag en werd zo de allereerste Duitse landskampioen. 

## Deelnemers aan de eindronde
| Club        | Gekwalificeerd als            |
| ----------- | ----------------------------- |
| VfB Leipzig | Kampioen van Noordwest-Saksen |
| Dresdner SC | Kampioen van Oost-Saksen      |

## Finale
|            |             |       |             |         |
| 3 mei 1903 | Dresdner SC | 0 – 4 | VfB Leipzig | Dresden |
| 3 mei 1903 |             |       |             | Dresden |